# Émile Rol
Émile Rol, né le 17 avril 1920 à Tourrette-Levens et mort dans le même village le 1er septembre 2008, est un coureur cycliste français. Professionnel de 1943 à 1954, il a remporté le Tour de Catalogne en 1949. Il participe au Tour de France 1950 avec l'équipe Sud-Est et est éliminé lors de la sixième étape.

## Palmarès

### Par année
- 1942
  - Critérium de France des sociétés (zone libre)[n 1]
- 1943
  - 2e du Critérium national (zone libre)
- 1944
  - 3e du Grand Prix de Nice
- 1946
  - 5e de Monaco-Paris
- 1949
  - Tour de Catalogne :
    - Classement général
    - 2e étape

  - Grand Prix de Monaco
  - 2e de Lons-le-Saunier-Genève-Lons-le-Saunier
- 1950
  - 5e étape du Tour d'Algérie
  - 2e du Tour du Sud-Est
  - 3e du Grand Prix de Nice
- 1953
  - 3e du Grand Prix de Cannes

### Résultats sur les grands tours

#### Tour de France
1 participation 
- 1950 : hors délais (6e étape)